# Ernest Leroux
Pour les articles homonymes, voir Leroux.
Louis Ernest Leroux, né à Saint-Quentin le 13 février 1845 et mort à Paris le 20 mai 1917, est un libraire et éditeur français.

## Biographie
Louis-Ernest Leroux est le fils d'un charcutier saint-quentinois. En 1871, il fonde à Paris, au 28 rue Bonaparte, la « Librairie Ernest Leroux » dans laquelle il se présente comme un expert en livres anciens venus d’Extrême-Orient et notamment d'estampes japonaises.
Peu à peu, il commence à éditer sous la marque « Ernest Leroux, Éditeur » des ouvrages traitant principalement d'orientalisme et d'archéologie, développant tout un fonds d'érudition que l'essor du colonialisme allait favoriser. La philosophie, l'histoire des religions, et bientôt, l'ethnologie et l'anthropologie sont des domaines que Leroux accueille dans sa maison.
Côté périodique, il prend en charge en 1876 La Revue critique d’histoire et de littérature fondée dix ans plus tôt par Paul Meyer et Gaston Paris. En 1900, il devient le principal éditeur de revues savantes, en comptant plus de 25 à son catalogue dont la Revue de l'histoire des religions.
En raison des services ainsi rendus à la recherche et à l'érudition, Leroux est décoré de la Légion d'honneur en 1888.
Dans les années 1920, le fonds passe progressivement sous la gérance des Presses universitaires de France : le sinologue Paul Pelliot et Louis Eisenmann sont responsables des éditions Leroux au conseil d’administration des Presses, lesquelles finissent par entériner la fusion en 1939.
Ernest Leroux est le père de Léontine-Jacqueline Leroux (née en 1872), épouse de l'architecte Charles Heubès.

## Collections
- Annales du Musée Guimet
- Bibliothèque de l’École des Hautes Études
- Bibliothèque de la Faculté des Lettres de Lyon
- Bibliothèque historique des religions
- Bibliothèque du monde slave
- Bibliothèque orientale elzévirienne [2]
- Études d'art et d'archéologie
- Études orientales
- Forme et style
- République occidentale
- Collection de Traditions populaires